# Archostemata
Archostemata är den minsta underordningen av skalbaggar och består av ett 40-tal kända arter uppdelade i fem familjer. De är en mycket gammal grupp insekter med många primitiva egenskaper. Sett till formen påminner arterna i Archostemata om de första skalbaggarna som tycks ha uppstått för omkring 300 miljoner år sedan.
Archostemata är idag sällsynt och utgör endast en mycket liten del av den stora ordningen skalbaggar. Fossil från perm antyder dock att de en gång var mycket mer vanliga och förekom rikligt över en stor del av världen. Ett antal utdöda familjer har hittats och nu levande arter ses som spridda kvarlevor av den tidigare stora populationen.

## Utbredning
Arter inom underordningen Archostemata återfinns i Sydamerika (Cupedidae, Omnatidae), Nordamerika (Cupedidae, Micromalthidae), Europa (Crownsoniellidae), Asien (Cupedidae, Jurodidae) och Australien (Cupedidae, Omnatidae). Ingen art förekommer i Skandinavien, men enstaka exemplar kan ibland hittas i importerat virke. Av den europeiska familjen (som helt utgörs av arten Crowsoniella relicta) har endast tre exemplar hittats, samtliga på samma plats i centrala Italien.

## Utseende
Archostemata är medelstora skalbaggar med en längd mellan 5 och 26 mm samt en bredd på 2 till 9 mm. Undantag är Micromalthus debilis och Crowsoniella relicta med en bredd på omkring 1,5 mm. Färgen på kroppen kan vara från ljusgrå till brun och svart. Antennerna är filiforma (trådformade) eller moniliforma (formade som en sträng av pärlor).

## Systematik
Fem nu levande familjer räknas till Archostemata:
- Crowsoniellidae Iablokoff-Khnzorian, 1983 (1 art)
- Cupedidae Laporte, 1836 (31 arter)
- Jurodidae Ponomarenko, 1985 (1 art)
- Micromalthidae Barbar, 1913 (1 art)
- Ommatidae Sharp & Muir, 1912 (6 arter)

Därutöver har ett antal utdöda familjer inom Archostemata upptäckts som fossil:
- †Ademosynidae Ponomarenko, 1968
- †Asiocoleidae Rohdendorf, 1961
- †Catiniidae Ponomarenko, 1968
- †Labradorocoleidae Ponomarenko, 1969
- †Oborocoleidae Kukalová, 1969
- †Permocupedidae Martynov, 1933
- †Permosynidae Tillyard, 1924
- †Rhombocoleidae Rohdendorf, 1961
- †Schizocoleidae Rohdendorf, 1961
- †Schizophoridae Ponomarenko, 1968
- †Taldycupedidae Rohdendorf, 1961
- †Tricoleidae Ponomarenko, 1969
- †Tshekardocoleidae Rohdendorf, 1944